# Locos por el baile
Locos por el baile fue un programa chileno, emitido por Canal 13, que consistía en un concurso de baile para famosos (imitando el formato de Bailando con las estrellas). Era conducido por Sergio Lagos y Diana Bolocco.
El programa se estrenó el 20 de septiembre de 2006, como una forma de adelantarse a su competencia, TVN, que había comprado el formato antes señalado a la BBC, y que luego de una serie de complicaciones de producción fue lanzado en octubre del mismo año bajo el nombre El baile en TVN. La segunda temporada del programa comenzó el lunes 15 de octubre de 2007, donde se continuó con Sergio Lagos en la animación, acompañado por Diana Bolocco en un rol más estelar.

## Primera temporada

### Concursantes
| Celebridad         | Ocupación                        | Bailarín profesional | Calificación                             | Lugar |
| ------------------ | -------------------------------- | -------------------- | ---------------------------------------- | ----- |
| Juan Falcón        | Actor                            | Mariela Román        | Ganador de "Locos por el Baile"          | #1    |
| Jordi Castell[1]   | Fotógrafo / Figura de televisión | Paula Valdivieso     | Segundo lugar de "Locos por el Baile"    | #2    |
| Rocío Marengo      | Bailarina / Actriz / Vedette     | Eduardo Méndez       | Tercer lugar de "Locos por el Baile"     | #3    |
| Felipe Avello      | Periodista                       | Laura Vásquez)       | 6.º eliminado el 29 de noviembre de 2006 | #4    |
| Marlen Olivarí     | Vedette / Modelo                 | José Aravena         | 5.ª eliminada el 22 de noviembre de 2006 | #5    |
| Eli de Caso        | Presentadora de televisión       | Tony Elmahuelo       | 4.ª eliminada el 15 de noviembre de 2006 | #6    |
| Patricia Maldonado | Cantante / Figura de televisión  | Christian Cerpa      | 3.ª eliminada el 1 de noviembre de 2006  | #7    |
| Eduardo Bonvallet  | Exfutbolista / Locutor radial    | Rocío de Tomas       | 2.º eliminado el 25 de octubre de 2006   | #8    |
| Antonio Vodanovic  | Presentador de televisión        | Paula Valdivieso     | Abandona el 18 de octubre de 2006        | #9    |

### Competencia
| Celebridad         | 1    | 2    | 3    | 4    | 5    | 6    | 7    | F   |
| ------------------ | ---- | ---- | ---- | ---- | ---- | ---- | ---- | --- |
| Juan Falcón        | BAJA | IN   | IN   | ALTA | ALTA | ALTA | ALTA | WIN |
| Jordi Castell      | IN   | IN   | IN   | WIN  | IN   | IN   | WIN  | 2L° |
| Rocío Marengo      | IN   | ALTA | WIN  | IN   | WIN  | WIN  | BAJA | 3L° |
| Felipe Avello      | ALTA | IN   | BAJA | IN   | IN   | BAJA | OUT  |     |
| Marlén Olivarí     | IN   | WIN  | IN   | ALTA | BAJA | OUT  |      |     |
| Eli de Caso        | WIN  | IN   | ALTA | IN   | OUT  |      |      |     |
| Patricia Maldonado | IN   | BAJA | OUT  |      |      |      |      |     |
| Eduardo Bonvallet  | IN   | OUT  |      |      |      |      |      |     |
| Antonio Vodanovic  | RET  |      |      |      |      |      |      |     |

     La celebridad ganó este baile.
     La celebridad obtuvo un alto puntaje en ese baile.
     La celebridad estuvo en la final(3L°, tercer lugar Y 2L segundo lugar)
     La celebridad obtuvo el segundo puntaje más bajo en ese baile.
     La celebridad fue eliminada.
     La celebridad abandonó la competencia por decisión propia.

### Jurado
- Karen Connolly
- Antonella Ríos
- René Naranjo
- Un jurado invitado, lugar que luego sería ocupado definitivamente por Pedro Gajardo

## Segunda temporada

### Concursantes
| Celebridad             | Ocupación                            | Bailarín profesional | Calificación                             | Lugar |
| ---------------------- | ------------------------------------ | -------------------- | ---------------------------------------- | ----- |
| Catalina Pulido        | Actriz                               | Federico de Santis   | Ganadora de "Locos por el Baile"         | #1    |
| Fabricio Vasconcellos  | Bailarín                             | Mariela Román        | Segundo lugar de "Locos por el Baile"    | #2    |
| Guido Vecchiola        | Actor                                | Laura Vásquez        | Tercer lugar de "Locos por el Baile"     | #3    |
| Patricia Larraín       | Presentadora de televisión           | Juan Luis Urbina     | 7.ª eliminada el 10 de diciembre de 2007 | #4    |
| Willy Sabor            | Comediante / Locutor de radio        | Dayris Pérez         | 6.º eliminado el 3 de diciembre de 2007  | #5    |
| Daniella Campos        | Modelo                               | Mauricio Mora        | 5.ª eliminada el 26 de noviembre de 2007 | #6    |
| Renata Bravo           | Comediante / Actriz                  | Tony Elmahuelo       | 4.ª eliminada el 19 de noviembre de 2007 | #7    |
| Mauricio Israel        | Locutor de radio                     | Yolanda Ramos        | 4.º eliminado el 12 de noviembre de 2007 | #8    |
| Fabricio Vasconcellos  | Bailarín                             | Mariela Román        | 3.er eliminado el 5 de noviembre de 2007 | #9    |
| Jeannete Moenne Loccoz | Modelo / Presentadora de televisión  | Anthony Alba         | 2.ª eliminada el 29 de octubre de 2007   | #10   |
| José Alfredo Fuentes   | Presentador de televisión / Cantante | Alma Cardona Emaza   | 1.er eliminado el 22 de octubre de 2007  | #11   |

### Competencia
| Celebridad             | 1    | 2    | 3    | 4    | 5    | 6    | 7    | 8    | 9    | F   |
| ---------------------- | ---- | ---- | ---- | ---- | ---- | ---- | ---- | ---- | ---- | --- |
| Catalina Pulido        | ALTA | WIN  | ALTA | WIN  | IN   | ALTA | IN   | ALTA | WIN  | WIN |
| Fabricio Vasconcellos  | IN   | IN   | IN   | OUT  |      |      | WIN  | IN   | ALTA | 2L° |
| Guido Vecchiola        | IN   | ALTA | IN   | ALTA | WIN  | BAJA | ALTA | WIN  | BAJA | 3L° |
| Patricia Larraín       | IN   | IN   | WIN  | BAJA | ALTA | ALTA | BAJA | BAJA | OUT  |     |
| Willy Sabor            | IN   | IN   | IN   | BAJA | BAJA | WIN  | WIN  | OUT  |      |     |
| Daniella Campos        | IN   | IN   | IN   | ALTA | IN   | BAJA | OUT  |      |      |     |
| Renata Bravo           | WIN  | IN   | BAJA | BAJA | IN   | OUT  |      |      |      |     |
| Mauricio Israel        | BAJA | BAJA | IN   | ALTA | OUT  |      | OUT  |      |      |     |
| Jeannete Moenne-Loccoz | BAJA | IN   | OUT  |      |      |      |      |      |      |     |
| José Alfredo Fuentes   | IN   | OUT  |      |      |      |      | OUT  |      |      |     |

     Fondo Azul significa que la celebridad ganó este Baile.
     Fondo Celeste significa que la celebridad obtuvo un alto puntaje en ese baile.
     Fondo Verde significa que la celebridad estuvo en la final(3L°, tercer lugar Y 2L segundo lugar)
     Fondo Naranja significa que la celebridad obtuvo el segundo puntaje más bajo en ese baile.
     Fondo Rosado significa que la celebridad obtuvo uno de los puntajes más bajos en ese baile.
     Fondo Rojo significa que la celebridad fue eliminada.
     Fondo Violeta significa que la celebridad participó en el Repechaje (WIN, ganó)(OUT, perdió) (Jeannete no quiso participar, y Renata no pudo por las reglas del programa)

### Jurado
- Karen Connolly
- Maitén Montenegro, reemplazada por René Naranjo
- Jordi Castell
- Pedro Gajardo